# Pyricularia costina
Pyricularia costina är en svampart som beskrevs av Sarbajna 1990. Pyricularia costina ingår i släktet Pyricularia och familjen Magnaporthaceae.   Inga underarter finns listade i Catalogue of Life.